# قانون تابعیت اوکراین
قانون تابعیت اوکراین است وضعیت یک فرد به رسمیت شناخته شده تحت قانون اساسی به عنوان یک حقوقی عضو از اوکراین. تابعیت اوکراین قانون شده است به تصویب رسید و پس مجلس انتخابات در ۲۶ ژوئیه سال ۱۹۹۰ همراه با اعلامیه حاکمیت دولتاست.

## تعریف تابعیت اوکراین
شهروندان اوکراین هستند در حداقل یکی از مقوله‌های زیر است:
- شهروندان اتحاد جماهیر شوروی سوسیالیستی و جمهوری در حال حاضر و به طور دائم زندگی در قلمرو سابق اوکراین اتحاد جماهیر شوروی جمهوری سوسیالیستی در لحظه‌ای از اعلام استقلال از اوکراین در ۲۴ اوت ۱۹۹۱;
- بدون تابعیت مردم ساکن در قلمرو اوکراین در نوامبر ۱۳، ۱۹۹۱;
- افرادی که به اوکراین برای اقامت دائم پس از ۱۳ نوامبر ۱۹۹۱ و که به «شهروند از اوکراین» کتیبه‌های وارد شده به خود را ۱۹۷۴-نوع گذرنامه از اتحاد جماهیر شوروی توسط امور داخلی مقامات اوکراین و همچنین به عنوان کودکان از جمله افرادی که وارد به اوکراین، همراه با پدر و مادر خود را ارائه شده است که آنها تا به حال به دست آمده اکثریت خود را قبل از ورود به اوکراین؛
- افرادی که به دست آورد تابعیت اوکراین مطابق با قوانین اوکراین و معاهدات بین‌المللی از اوکراین.

## کسب تابعیت

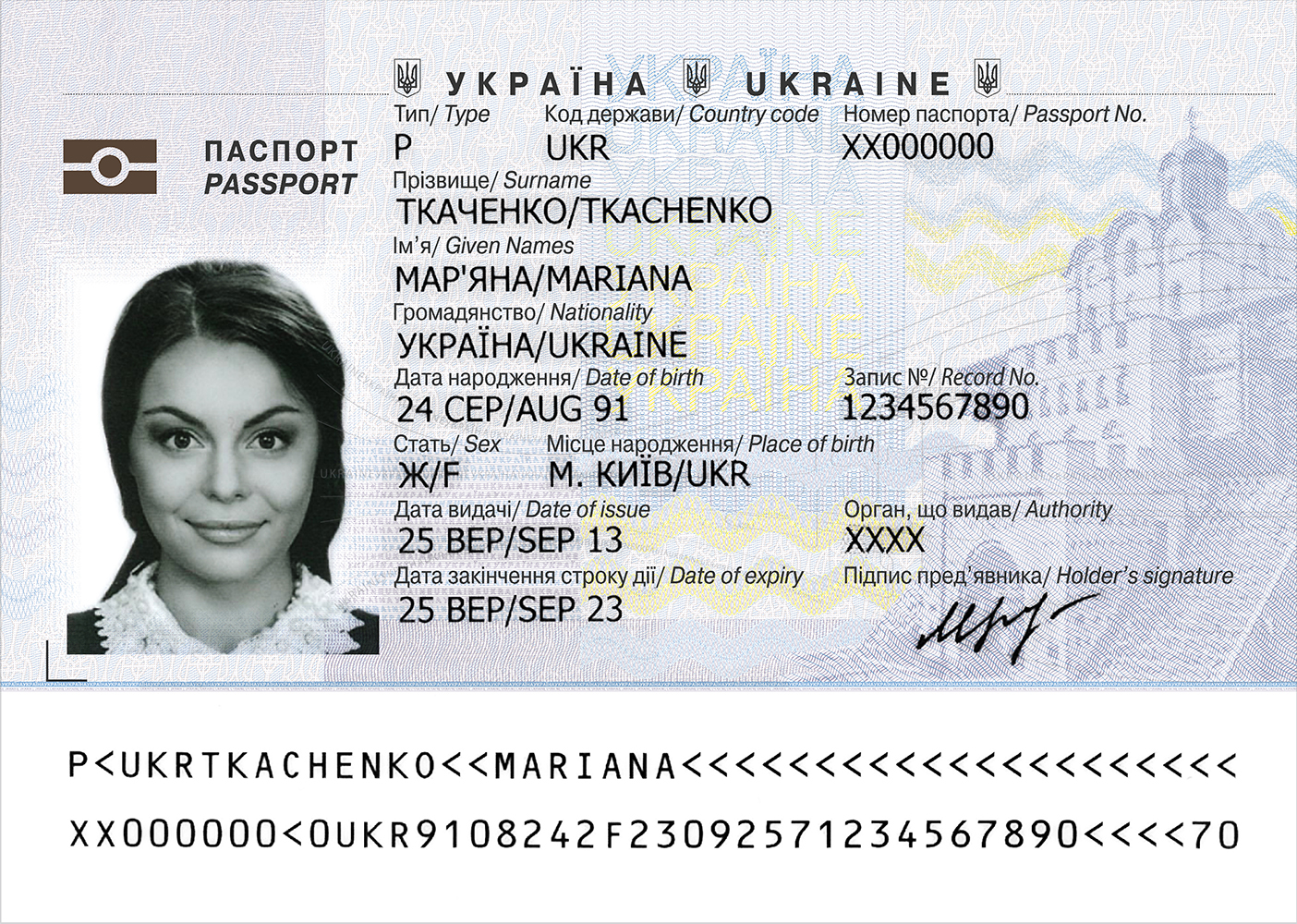
مسافرت‌های بین‌المللی بیومتریک گذرنامه صفحه جزئیات

- متولد در خاک اوکراین با حداقل یکی از والدین یک شهروند از اوکراین.
- متولد خارج از کشور با داشتن اقامت دائم در اوکراین، با حداقل یکی از والدین یک شهروند از اوکراین.
- که به تصویب رسید به عنوان یک کودک توسط شهروندان اوکراین.
- بدون داشتن تابعیت دیگر و حداقل یکی از والدین یا پدربزرگ و مادر بزرگ اوکراین"،
- بدون داشتن تابعیت دیگر تحت شرایط خاصی ذکر شده در قانون شهروندی است.
- بودن تابعیت اگر بدون دیگری تابعیت داشتن اقامت در اوکراین برای حداقل پنج سال قادر به عملکرد در زبان اوکراینی و آگاه بودن از قانون اساسی اوکراین است.

تولد در خاک اوکراین به معنای اخذ تابعیت این کشور نمی‌باشد.

## از دست دادن تابعیت
اوکراین تابعیت قوانین در نیروی کار را فراهم نیست برای این روش از چشم پوشی از اوکراین تابعیت بنابراین اخذ تابعیت خارجی توسط یک شهروند از اوکراین در زمینه خود چشم پوشی از اوکراین تابعیت نمی‌توان قانونی زمین برای فسخ تابعیت اوکراین. این می‌تواند ایجاد مشکلات برای مثال برای اتباع اوکراین به دنبال به دست آوردن، یا سرزمین اصلی چین شهروندی پس از نه شرقی کشور به طور کلی مجوز اتباع خود به حفظ تابعیت خارجی خود را.
این تصمیم در غیرارادی فسخ تابعیت اوکراین باید گرفته شده توسط رئیس جمهور اوکراین.

## تابعیت دوگانه
قانون اوکراین در حال حاضر نمی‌شناسند تابعیت دوگانهاست. وجود دارد شهروندان اوکراین که تابعیت دوگانه است. قانون اوکراین آمده است که (پس از به دست آوردن تابعیت اوکراین) جدید شهروند اوکراین باید نفی آن از غیر تابعیت اوکراین (ع) عرض دو سال. یک برآورد ۲۰۰۹ قرار داده و تعدادی از اوکراین با بیش از یک گذرنامه از ۳۰۰٬۰۰۰ تا چند میلیون. درون مرزهای اوکراین شهروندان اوکراین که همچنین برگزاری چندین شهروندی در نظر گرفته شود تنها شهروندان اوکراین.
| «                                          | If a citizen of Ukraine acquires citizenship (nationality) of another state or states, in legal relations with Ukraine, the person is recognized as a citizen of Ukraine only. If a foreigner acquires the citizenship of Ukraine, then in legal relations with Ukraine, the person is recognized as a citizen of Ukraine only... | » |
| —Article 2. Law on citizenship of Ukraine. | |   |

در فوریه 8, 2014, rada Verkhovna به پیشنهاد لایحه‌ای به جرم عمل از برگزاری دو شهروندی است.

## ویزا

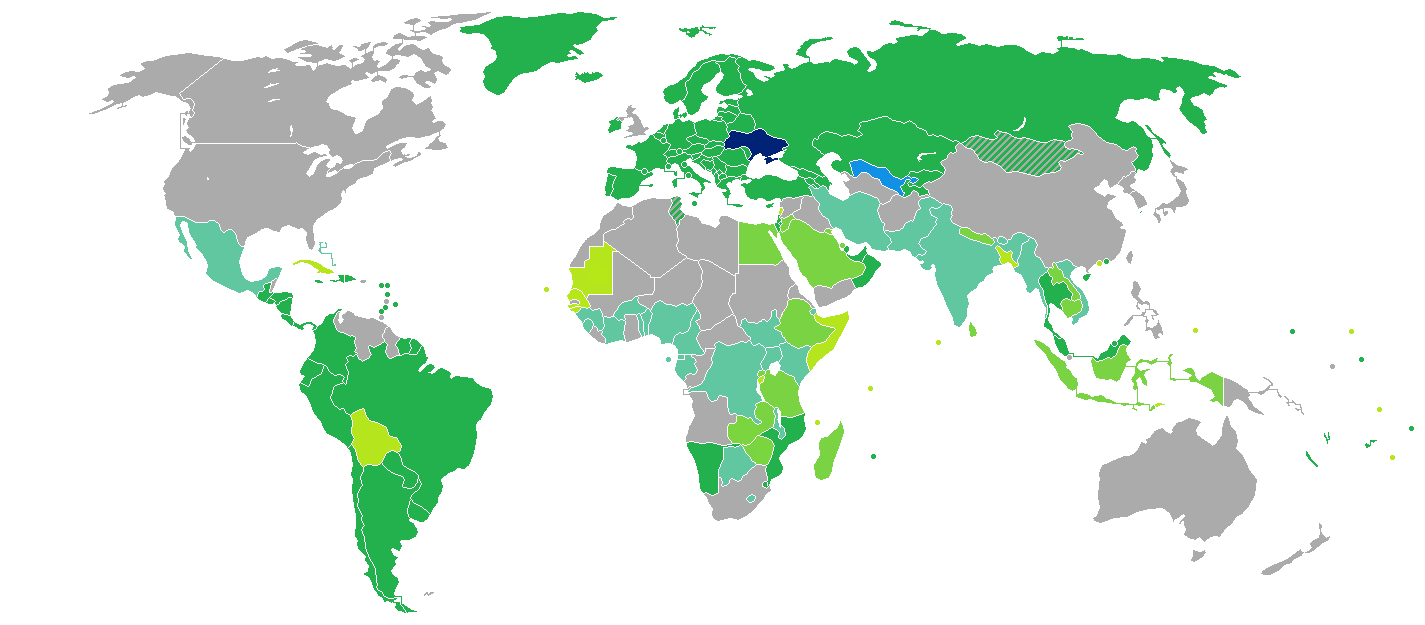
ویزا برای شهروندان اوکراین

در فوریه سال ۲۰۱۶ شهروندان اوکراین تا به حال بدون روادید یا ویزا در بدو ورود برای دسترسی به ۸۱ کشور و سرزمین‌های، رتبه‌بندی اوکراین گذرنامه ۵۸ در جهان (با اکوادور و فیجی) با توجه به محدودیت‌های ویزا شاخص است.